# Gold (Prince)
Gold is een nummer van Prince uit 1995. Het is de derde single van zijn zeventiende studioalbum The Gold Experience.
Het nummer werd in een paar landen een klein hitje. In de Amerikaanse Billboard Hot 100 flopte het nummer met een 88e positie. In de Nederlandse Top 40 had het nummer meer succes met een 24e positie. In de Vlaamse Ultratop 50 werd de 42e positie gehaald.
De B-kant van Gold, "Rock 'N' Roll Is Alive", is een antwoord op Rock and Roll Is Dead van Lenny Kravitz.

## NPO Radio 2 Top 2000
In 2018 kwam het nummer op 1963 binnen in de Radio 2 Top 2000.

| Nummer met noteringen in de NPO Radio 2 Top 2000 | '18  | '19  | '20  | '21  | '22  | '23  |
| ------------------------------------------------ | ---- | ---- | ---- | ---- | ---- | ---- |
| Gold                                             | 1963 | 1927 | 1865 | 1818 | 1780 | 1981 |

1. ↑  Een vetgedrukt getal geeft de hoogste notering aan.
2. ↑  2018 was het eerste jaar met een notering voor dit nummer.
3. ↑  Deze tabel is bijgewerkt tot en met de laatste editie (2024).